# Neolophonotus salina
Neolophonotus salina là một loài ruồi trong họ Asilidae. Neolophonotus salina được Londt miêu tả năm 1987. Loài này phân bố ở vùng nhiệt đới châu Phi.